# Lữ đoàn 35 (Ukraina)
Lữ đoàn thủy quân lục chiến độc lập 35 là một đơn vị của Thủy quân lục chiến Ukraina. Lữ đoàn được thành lập ngày 24 tháng 5 năm 2018. Lữ đoàn được biết đến nhiều qua các bản tin thời sự về cuộc phản công của Ukraina năm 2023. Cùng với Lữ đoàn dù 25, Lữ đoàn bộ binh hạng nhẹ 68 và hai đơn vị của Lực lượng Phòng thủ lãnh thổ, Lữ đoàn 35 góp phần tạo thành mũi đột kích ở mặt trận Velyka Novosilka. Trong trận này, quân đội Ukraina áp dụng chiến thuật tiến công trong hành tiến dọc theo sông Mokri Yaly, tương tự chiến thuật tấn công Baghdad năm 2003 của quân đội Mỹ. Bằng chiến thuật táo bạo này, hai nghìn binh sĩ của lữ đoàn 35 đã chọc thủng phòng tuyến của quân Nga, giải phóng làng Makarivka, rồi tiến đến làng Storozheve. Cùng với Lữ đoàn thủy quân lục chiến độc lập 38, Lữ đoàn 35 đã giải phóng làng Urozhaine vào ngày 16 tháng 8 năm 2023.

## Cơ cấu
Về cơ cấu tổ chức, Lữ đoàn 35 bao gồm:
- Lữ đoàn bộ
- 5 tiểu đoàn thủy quân lục chiến độc lập (số 1, 2, 18, 88, 137)
- Tiểu đoàn tăng thủy quân lục chiến số 2
- Trung đoàn pháo binh thủy quân lục chiến số 35 (gồm 1 tiểu đoàn lựu pháo tự hành 2S1 Gvozdika, 1 tiểu đoàn pháo phản lực BM-21 Grad, 1 tiểu đoàn pháo chống tăng MT-12 Rapira, 1 tiểu đoàn trinh sát pháo binh, các đại đội, trung đội hỗ trợ)
- Tiểu đoàn pháo phòng không thủy quân lục chiến số 35
- Tiểu đoàn công binh thủy quân lục chiến số 2
- Đại đội trinh sát số 2
- Đại đội bắn tỉa
- Đại đội tác chiến điện tử
- Đại đội thông tin
- Đại đội radar phòng không
- Đại đội phòng hóa, sinh, vũ khí hạt nhân
- Đại đội quân y
- Đại đội quân nhạc